# Charles Georges Ferville-Suan
 (décembre 2014).
Si vous disposez d'ouvrages ou d'articles de référence ou si vous connaissez des sites web de qualité traitant du thème abordé ici, merci de compléter l'article en donnant les références utiles à sa vérifiabilité et en les liant à la section « Notes et références ».
Charles Georges Ferville-Suan né le 16 janvier 1847 au Mans (Sarthe) et mort dans la même ville le 11 décembre 1925 est un sculpteur français. 

## Biographie

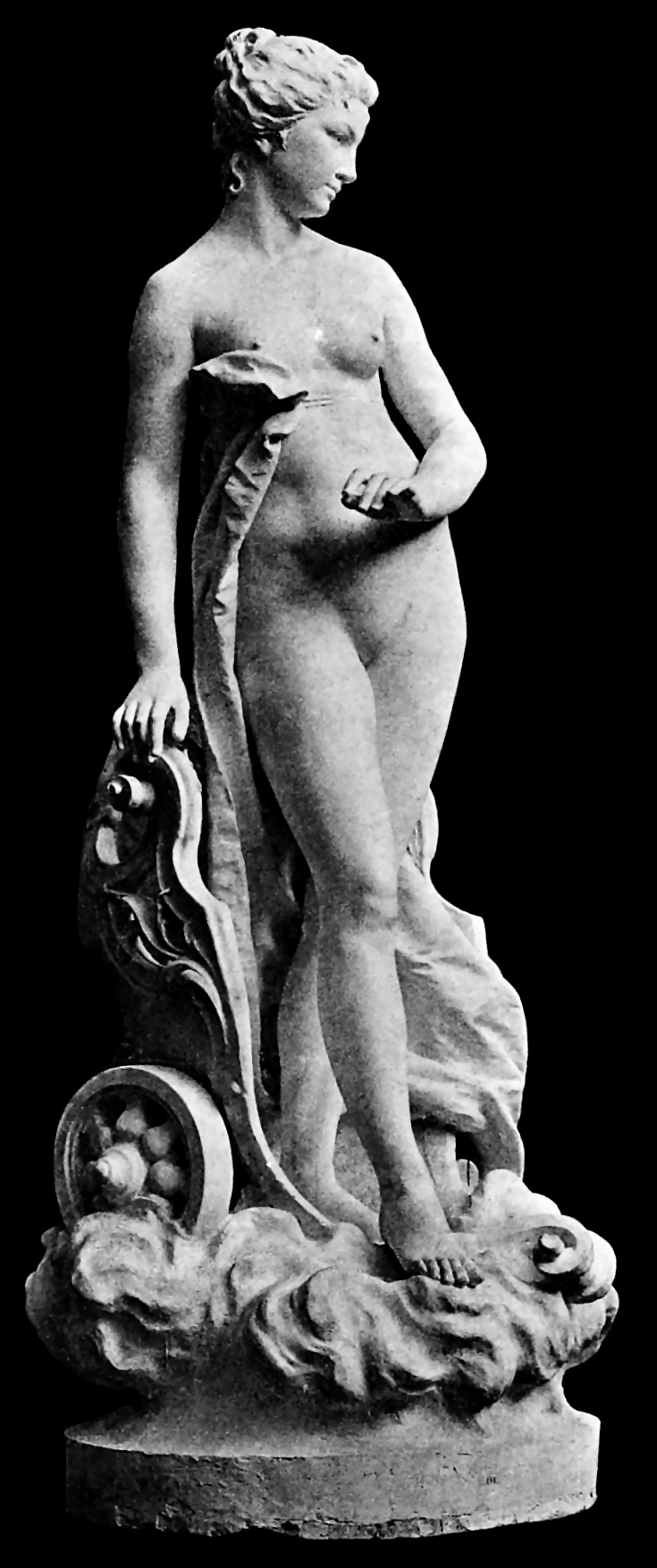
Vénus (1889), localisation inconnue.

Fils adoptif du peintre Charles Suan, Charles Georges Ferville-Suan étudie à l'École des beaux-arts de Paris dans l'atelier du sculpteur François Jouffroy.
Il réalise des médaillons, des statuettes, en plâtre, en marbre ou en bronze. Il expose au Salon dès 1872, et jusqu'en 1909. Il est membre de la Société des artistes français. 
En septembre 1878, il épouse l'artiste peintre paysagiste Marie Ernestine Lavieille (née en 1852 à Barbizon), fille du peintre Eugène Lavieille.

## Collections publiques
- Le Mans, musée de Tessé :
  - Portrait de profil du peintre Carles Jaffart, bas-relief en terre cuite[2] ;
  - L'Amour captif, statue en plâtre.